# Акростоль

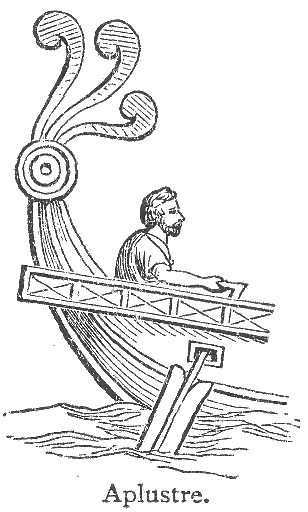
Иллюстрация из книги Чамберса "Двадцатый век" 1908 года

Акросто́ль — декоративная кормовая оконечность корабля.  В античный период часто изготовлялась в виде скорпионьего, рыбьего или драконьего хвоста, либо птичьей головы или завитка раковины. Особой декоративности акростоли достигли в период Имперского Рима. Помимо декоративного значения акростоли использовались в утилитарных целях: у некоторых кораблей к ним крепилась наклонная мачта, несшая дополнительный парус.